# هری بوث
هری بوث (انگلیسی: Harry Booth) کارگردان فیلم، تهیه‌کننده تلویزیونی، فیلم‌نامه‌نویس و تدوین‌گر اهل بریتانیا است.
از فیلم‌ها یا مجموعه‌های تلویزیونی که وی در آن‌ها نقش داشته است، می‌توان به وروجک‌ها اشاره نمود.